# Конвенція МОП 147 про мінімальні норми на торговельних суднах
Конвенція про мінімальні стандарти торговельного судноплавства 1976 року — конвенція Міжнародної організації праці.
ЇЇ було створено в 1976 році, а в преамбулі зазначено:
|  | Ухваливши рішення про прийняття деяких пропозицій щодо некондиційних суден, зокрема тих, що зареєстровані під зручними прапорами,... |

## Ратифікації
Протокол 1996 року до Конвенції про мінімальні стандарти торговельного мореплавства 1976 року.
Визначивши, що ці пропозиції повинні мати форму протоколу до основної Конвенції; ухвалює 22 жовтня 1996 року наступний Протокол, який можна цитувати як Протокол 1996 року до Конвенції про мінімальні стандарти торговельного судноплавства 1976 року.
Станом на 2022 рік конвенцію ратифікували 56 держав. З цих ратифікованих держав 44 згодом денонсували конвенцію.